# NGC 4578
NGC 4578 is een lensvormig sterrenstelsel in het sterrenbeeld Maagd. Het hemelobject werd op 18 januari 1784 ontdekt door de Duits-Britse astronoom William Herschel.

## Synoniemen
- UGC 7793
- MCG 2-32-159
- ZWG 70.195
- VCC 1720
- PGC 42149